# Herb Sobótki
Herb Sobótki – jeden z symboli miasta Sobótka i gminy Sobótka w postaci herbu.

## Wygląd i symbolika
Na zielonej tarczy herbowej widnieje postać świętego Jakuba Starszego, zwanego też Większym, przedstawionego jako pielgrzyma z sakwą, laską oraz w kapeluszu. Święty ubrany jest w białą szatę i czerwoną pelerynę, nosi czerwony kapelusz i czerwone buty. Laska i sakwa oraz nimb jest barwy złotej.
Symbolika herbu jest związana z kultem św. Jakuba i średniowieczną drogą pielgrzymkową św. Jakuba, której dolnośląskie odgałęzienie przebiega przez Sobótkę.

## Historia

Dawny herb Sobótki (1960–2003)

W latach 1960–2003 używany był herb dwudzielny. W polu górnym żółtym, czarny gotycki orzeł dolnośląski. W polu dolnym, zielonym przedhistoryczna kamienna rzeźba niedźwiedzia, z ukośnym krzyżem na grzbiecie. Niedźwiedź nawiązywał do rzeźby z pobliskiej góry Ślęży.
3 lutego 2003 został ustalony nowy herb miasta i gminy Sobótka, stanowiący współczesną wersję graficzną dawnego, historycznego herbu Sobótki.